# デジガールストア
デジガールストアは、株式会社ベクターが運営していた日本のアダルトゲーム・同人ソフト等のダウンロード販売サイト。

## 概要
ベクターが運営するベクターPCショップのアダルトコーナーを分離すると共に、アダルトゲーム情報サイト「Galge.com」（2010年4月閉鎖）の同人コーナーを統合する形で2009年12月25日にオープンした。
サイトの構造上はベクターPCショップの「shop.vector.co.jp」とは別ドメインの「dg-store.jp」となっているが、約款はベクターPCショップと共通であり、決済もベクターPCショップで行う形が採られていた。
夕仁のデザインによるドジっ娘のマスコットキャラクター・店長（名称未設定）が設定されていた。
2014年1月15日にクローズした。

## 取扱品目
実写系の作品については原則として取り扱っていない。また、Galge.comで取り扱っていた電子書籍はデジガールストアでは取り扱っていない。
- 美少女1（ソフ倫）
- 美少女2（CSA+α）
- アニメ
- 女性向け（ボーイズラブ・乙女ゲーム）
- 同人